# 陽暉楼
『陽暉楼』（ようきろう）は、宮尾登美子の1976年の小説。またそれを原作とする1983年公開の日本映画。

## あらすじ
主人公・房子（桃若）は魚屋の両親のもとに生まれ、12歳で芸妓の世界に入ってから10年経つ。若いエリート銀行員・佐賀野井の子を妊娠するが、男は責任を取ろうとしない。房子は女の子を産んだあと、肺病にかかり、やがて短い生涯を終える。

## 映画
東映京都撮影所・俳優座映画放送製作、配給東映で1983年9月10日に公開された日本映画。緒形拳主演・五社英雄監督。カラー、ワイド。上映時間は144分。海外で公開された際のタイトルは"The Geisha"である。
『鬼龍院花子の生涯』に次ぐ五社英雄・宮尾登美子コンビの二作目で、土佐の高知の花柳界を舞台に生きる女衒の父と芸妓となった娘との愛憎を描く。

### ストーリー (映画)
昭和初期、土佐随一の料亭、陽暉楼を舞台に、女衒の太田勝造、その娘の芸妓・桃若、勝造の愛人・珠子らを中心とした人間模様を描く。（珠子は原作にない人物）
かつて勝造は、娘義太夫の呂鶴と駆け落ちするが、呂鶴は追っ手に斬り殺され、幼い娘が残された。娘は陽暉楼に預けられて成長し、今では売れっ子芸妓・桃若になっている。
勝造は芸妓、女郎をあっせんする女衒である。ある日、稲宗（いなそう）組から、妻の身売りに来た中学教師を紹介される。勝造が男に百円の前金を渡すと、夫婦はそのまま逃げてしまう。勝造は2人を探そうとはしなかった。
勝造の愛人・珠子は、勝造と別れて花を咲かすため芸妓になる、と言いだす。勝造は陽暉楼に連れて行くが、女将に断られる。帰りがけに桃若の姿を見かけた珠子は「これが陽暉楼の芸妓（げいこ）かいな」と捨てぜりふを吐く。桃若への対抗心から、珠子は玉水遊廓に行くことを申し出る。
ある宴席で、桃若は帝大出の銀行員・佐賀野井と出会い、恋心を覚える。一方の珠子は玉水の明月楼に入り、初めての夜にいったんは逃げ出してしまうが、意を決して店に戻る。珠子は売れっ子の女郎となる。
以前、勝造から金を持ち逃げした女は、丸子という芸妓になっており、稲宗組の指図で陽暉楼に入ることになる。
ある日ダンスホールで、桃若ら芸妓とひいき客の一行は、珠子たちに鉢合わせをする。珠子はあてつけるように佐賀野井と一緒にダンスを踊り、皆の喝采を浴びる。ダンスホールの洗面所で、桃若と珠子はつかみあいの喧嘩になる。その夜、桃若と佐賀野井は結ばれる。
桃若はやがて妊娠するが、佐賀野井はヨーロッパに旅立ってしまう。陽暉楼の女将は、桃若の子は旦那の堀川の子だということにして、いずれ桃若に店を継がせようと考えている。しかし桃若は、女将の意に従わず、旦那の堀川と別れ、一人で女の子を産む。胸を病み働けなくなった桃若は、子供を陽暉楼に託す。
陽暉楼の主人はばくち好きで、土佐への進出を狙う稲宗組から借金を重ねる。稲宗組に従わない勝造は命を狙われることになる。　

### キャスト
太田勝造
演 - 緒形拳
女衒。あだ名は「だいかつ」。普段は借金を抱える家の娘たちを芸妓や女郎として欲しがる店に斡旋する仕事を淡々とこなしている。顔に凄みがあり喧嘩が強く、怒らせると手のつけようがない。殺人で前科2犯。
稲村から後ろ盾になってやると言われた時は「(組織を作って)いまさら成り上がるつもりはありません」と断り終始一匹狼を貫いている。そのため命を狙われることになる。桃若のことは娘として愛情を持っているものの、桃若の生みの母・呂鶴が死んだ原因が自身にあったり、愛人を作ったりしているため親子関係は上手く築けていない。
太田房子（桃若）
演 - 池上季実子、加藤奈巳子(少女)
陽暉楼のNo.1芸妓。女将お袖に「100年に一人出るか出ないかの芸妓」とその素質を高く評されている。ただし陽暉楼や客の一部からは「見かけとは違って情が薄い、冷たい女や」と思われている。佐賀野井の子を妊娠する。
勝造によって芸妓となるべく幼いころに陽暉楼に連れてこられた。勝造の命を狙う追っ手によって母・呂鶴が死んだが、桃若にとっては勝造に殺されたようなものとして父に対し激しい憎しみを内に秘めている。母に生写しだといわれるが、生前の母の詳しい話はあまり聞かされていない。
『サーカスの唄』（松平晃の歌）が大好きで少しだが歌うシーンがある。
豊竹呂鶴
演 - 池上季実子(二役)
房子の生みの母。娘義太夫。美人で、過去に佐賀野井の父や堀川がのぼせ上がって通いつめたほど。その歌声が絶賛されている。勝造と駆け落ちしたが、まだ乳児だった房子を残して勝造の追っ手によって殺された。
珠子
演 - 浅野温子
勝造に囲われていた愛人。大阪で娘義太夫の修業をした後、カフェーの女給になり勝造と知り合った。勝造と別れ、芸妓になりたいと申し出たが陽暉楼の女将・お袖に断られた。その後玉水遊郭の女郎として働き始め、ほどなくして一番の売れっ子となる。
気が強くやり手のお袖にも動じずに話をしたり、初対面にも関わらず桃若を筆頭とする芸妓たちに向かって「なんやこれが陽暉楼の芸妓かいな、しょーもな(くだらないの意味)！」と言い放った。桃若を敵視し、挑発的な態度を取る珠子だが、後に、桃若と心を通わせるようになる。
胡遊
演 - 二宮さよ子
陽暉楼の芸妓、桃若の先輩。本人によると「金持ちの優しいお爺さんを含めて2、3人の男と付き合っている」とのこと。本気で男を愛したことがないという桃若に本気の恋愛について教える。
吉弥
演 - 市毛良枝
陽暉楼の芸妓、桃若の先輩。桃若が本気で男に惚れたことがないと指摘している。仲は悪くはないが桃若について「元々あの人は一皮むけば自分さえ良ければいい人間なんや」と感想を述べている。
茶良助
演 - 熊谷真実
陽暉楼の芸妓、桃若の先輩。ダンスホールで佐賀野井からチャールストンのダンスを習っていたところ、踊りの上手い珠子に邪魔をされ佐賀野井を取られた。また桃若が妊娠した時に「産むか降ろすか早く決めた方がいい」と助言をする。
助次
演 - 西川峰子
陽暉楼の芸妓、桃若の後輩。作中では「父や母が病気でお金がいる」などと理由をつけては、金を前借りしている。女将お袖について裏では「あの女は鬼かヘビや！」などと嫌っている。14歳の頃から客を取らされており、その割に借金が一向に減らないと勘兵衛に食って掛かった。
とんぼ
演 - 仙道敦子
陽暉楼の若い芸妓。桃若を慕っており、色々と気遣いを見せる。
〆若
演 - 山本ゆか里
米蝶
演 - 弓恵子
今助
演 - 林彰太郎
勘兵衛
演 - 花沢徳衛
陽暉楼の番頭。店の金の管理、雑用などをこなす。
篠山竹造
演 - 大木晤郎
お常
演 - 丸平峰子
お国
演 - 星野美恵子
時江
演 - 松村康世
お粂
演 - 牧よし子
玉水遊郭・明月楼の雑用などをこなす老婆。
久美
演 - 湖条千秋
蝶子
演 - 速水典子
豆奴
演 - 高原陽子
千代丸
演 - 小田桐かほる
愛次
演 - 伊東みつえ
芸妓
演 - 津奈美里ん、斉藤可奈江、堀田明美、松村直美、安食文子、前川恵美子、玉野玲子、依田美加、深谷宏子、伊東由美、岡田仁美
舞妓
演 - 上田真理、高根さつき、鈴川清子、
菊江
演 - 高野洋子
小鈴
演 - 谷山美恵
仲居
演 - 美松艶子、三谷真理子
お袖付き少女
演 - 大和さゆり
銀龍の娼妓
演 - 白礼花
飛田の若い娼妓
演 - 徳永真由美
和久田達吉
演 - 内藤武敏
池西
演 - 稲葉義男
高山助役
演 - 疋田泰盛
橋本正明
演 - 中村錦司
ながはま造船の社長。周りからは色々と陰口を言われているが、景気が良く金払いがいいため陽暉楼ではいいお客として迎えられている。
お峯
演 - 園佳也子
勝造の後妻で房子の育ての母、房子の実家で暮らす。房子は離れて暮らしており、勝造はたまにしか帰ってこないためほぼ忠と2人暮らしの生活。桃若が乳児だった頃、母乳をあげていたとのこと。『浪花小唄』や『国境の町』などの歌が好きで作中で歌っている。
忠
演 - 玉野叔史
房子の実家で暮らす弟。目が不自由で、勝造からあまり外に出ないように言われており、ほとんど家の中で過ごしている。房子にかわいがられており、ハーモニカとサングラスをプレゼントしてもらい愛用するようになった。
忠
演 - 井田弘樹
数年後、成長した忠役でラストシーンに出演。
老浪曲師
演 - 高谷舜二
バーテンダー
演 - タンクロー
川之江病院の医者
演 - 平河正雄
川之江病院の看護婦
演 - 永野佳寿子
高知病院の医者
演 - 浜田寅彦
高知病院の看護婦
演 - 世利ゆかり
土建屋風の客
演 - 有川正治
武崎病院の医師
演 - 袋正
床屋の亭主
演 - 岩田直二
朝日館の亭主
演 - 原哲男
朝日館の女房
演 - 高勢ぎん子
遣手婆
演 - 岡嶋艶子
大阪駅駅員
演 - 大村崑
ラストシーンで、珠子が終電が行った後も駅の待合室から帰ろうとしないのを説得する。
稲村宗一
演 - 小池朝雄
大阪を拠点とする稲宗（いなそう）組の親分。作中では土佐と高松の土讃線の開通工事を控えており、大金が動くとされる。その事業に関わるためには、土佐を代表する店である陽暉楼が持つ資金が必要だと店を狙っている。
三好辰吉
演 - 成田三樹夫
稲宗組の組員。中学教師古田の妻・昌江が大阪から離れた場所で働きたいと申し出たため、勝造に紹介した。勝造と商売上の付き合いがあるが、邪魔な存在と考えるようになる。
金串武彦
演 - 小林稔侍
稲宗組の組員。武闘派で勝造の命を狙うようになる。
南敏之
演 - 成瀬正
紫雲竜
演 - 荒勢
富塚
演 - 奈辺悟
宮坂留吉
演 - 藤田博
大木
演 - 細川純一
老浪曲師
演 - 高谷舜二
久代
演 - 瀬崎友美
久代の父
演 - 宮城幸生
チェリー
演 - 澤田由美
幇間
演 - 悠之亭王介
中盆
演 - 秋山勝俊、大久保朝樹
職員
演 - 有島淳平、島田秀雄、椿竜二
朝日桜の客
演 - 平沢彰、大月正太郎
不明 - 福本清三、大城泰、川田剛史、深谷宏子
古田徳次
演 - 木村四郎
大阪の天下茶屋で中学校の教師。金を借りるために妻昌江を売ろうとする。勝造から前金の百円を持ち逃げし、まもなくケンカに巻き込まれて死ぬ。
丸子（古田昌江）
演 - 佳那晃子
古田の妻。前金持ち逃げの後、夫を亡くし、別の店で芸妓となり売れっ子となる。稲宗組の親分に気に入られる。元々はしおらしい女性だったが、稲宗組と関わる内に性格が豹変する。稲宗組の親分の命で陽暉楼にスパイとして送り込まれ、陽暉楼の主人を誘惑する。
若衆
演 - 木谷邦臣、藤長照夫、奔田陵、武井三二
お駒
演 - 上月左知子
陽暉楼の芸妓たちの世話をしている。桃若が客に会う前に助言やお願いをしている。
仁王の秀次
演 - 風間杜夫
勝造の舎弟。勝造の指示を受け、玉水で女郎として働き始めた珠子を見守る。優しい人柄で、初めての客から逃げ出そうとした珠子に対し、無理に引き戻さず判断を委ねた。後に、珠子と土佐に小料理屋を開く。
佐賀野井守宏
演 - 田村連

南海銀行の御曹司。一目見た時から桃若を気に入り好意を持つ。ダンスホールで居合わせた玉水の女郎たちから「ええ男、活動写真のスターみたいやわ」と褒められる。特技はダンスで、チャールストンを踊れる。
山岡源八
演 - 北村和夫
陽暉楼を経営。表向きは真面目な商売人だが、博打好き。気の強いお袖の尻に敷かれっぱなしだが、実際には血も涙もない情のかけらもない女だと愚痴をこぼしている。
堀川杢堂
演 - 曽我廼家明蝶
銀行協会の会長。桃若の上物の客で、陽暉楼の客の中で特に大事にされている。桃若からは「ほーさま」と呼ばれている。自ら年寄りと認めており、金はあるものの体力的に衰えてきている。綺麗で踊りも上手い桃若が中々客と長続きしないことを不憫に思っている。
前田徳兵衛
演 - 丹波哲郎
お袖
演 - 倍賞美津子
陽暉楼の女将で元芸妓。実質、陽暉楼を取り仕切っている。周りから「お母さん」と呼ばれているが、親しみより恐れられている存在。真偽は不明だが「芸妓だった時に陽暉楼の女将になるために蛇神様を祀って先代の女将を呪い殺した」と芸妓たちから噂されている。また三好からは警察も動かすやり手の女として、一筋縄ではいかない存在となっている。
金串によると芸妓だった頃勝造と恋仲だった。そのため別れた今でも勝造とは仕事や桃若を通じて親しくしている。桃若を幼いころから立派な芸妓にするため手塩にかけて育てており、そのためなら時に手厳しい言動も辞さない

### スタッフ
- 製作：岡田茂
- 企画：佐藤正之、日下部五朗
- 原作：宮尾登美子
- 脚本：高田宏治
- 音楽：佐藤勝
- 撮影：森田富士郎
- 美術：西岡善信、山下謙爾
- 照明：増田悦章
- 編集：市田勇
- 助監督：清水彰
- スチール：中山健司
- 舞踏振付：藤間勘五郎
- プロデューサー：奈村協、遠藤武志
- 監督：五社英雄
- 制作：東映、俳優座

### 製作
五社は東映の岡田茂社長から「『鬼龍院花子の生涯』がヒットしたら『櫂』も『陽暉楼』も撮らせて下さい」と約束を取り付けていたが、『鬼龍院花子の生涯』を撮った後は、フジテレビの「時代劇スペシャル」を撮る予定だった。しかし岡田社長から「『陽暉楼』を撮ってくれ」と頼まれ、製作途中の「時代劇スペシャル」を断り、本作を撮った（#逸話）。1983年1月20日東映本社と、1月22日に東京プリンスホテルで開催された東映グループ新春感謝パーティで発表された東映1983年度確定番組発表では、本作の封切りは1983年8月6日と発表されていたが、東映が4、5年来、夏の大作興行疲れで、9月に興行不振が続くため、『伊賀野カバ丸』／『カンニング・モンキー 天中拳』と入れ替えた。製作費約8億円。

#### 脚本
宮尾登美子の原作は『鬼龍院花子の生涯』のような劇的な筋立てはなく、似た芸妓がたくさん出る話で、ストーリーを動かす役が足らず、脚本の高田宏治がストーリーを大きく改変した。高田が五社に映画化を勧めたという。『鬼龍院花子の生涯』で女を書いてお客に受けて自信を付けた高田が、今度は純粋に女を書いてみたいと脚本を執筆した。浅野温子演じる珠子は原作にはなく、勝造の設定やキャラクターも原作（魚屋）とは違う。宮尾は映画になって面白くなるのかという疑念があり、なかなか映画化に承知せず。宮尾からのクレームは当初はなかったが、『櫂』のあとで爆発して新聞紙上で「五社と高田はどうしようもない」とボロクソに批判した。高田は「原作者に"あいつには二度と脚本を書かせるな"と言われるぐらいのつもりでやらないといい脚本は書けない」と解説している。公開当時の文献で高岩淡は、「高田宏治の脚本を読んだ宮尾さんが、お世辞とは言え(高田に)あなたはこれやったら、いまの直木賞作家よりよっぽど上手い。ぜひ小説家になりなさいとホメられていた。原作者にホメていただくなんて珍しい。もうわたしの原作を乗り越えて素晴らしい脚本だなどというから、五社さんもすっかりやる気を起こしています」などと話している。

#### キャスティング
岡田社長から「『鬼龍院花子の生涯』パート2の匂いをさせたら客は来ない、これ一本、という企画だから客は来るんで、同じような顔ぶれ、同じようなイメージだと、どうしたってガクッと落ちる、ガラッと中身も顔ぶれも変えろ」と指示が出た。
脚本も完成し、1983年2月末のクランクインを予定していたが、五社の前作『鬼龍院花子の生涯』での夏目雅子の脱がされ方がスゴかったため、五社作品と聞いて出演を渋る女優が多く、キャスティングに難航し製作発表も延び延びになった。最初は『鬼龍院花子の生涯』と同じ、主演は仲代達矢と夏目雅子のコンビを決めて、1983年1月にあった1983年度東映ラインアップでも主演は仲代と発表されていた。しかし仲代が黒澤明監督の『乱』の撮影スケジュールとの調整がつかず、『陽暉楼』を降板したと複数の文献に書かれている。高岩淡は公開当時の文献で「『陽暉楼』は当初仲代さんの予定が『乱』の問題もあって、スケジュール的に無理だった。そこで五社さんとの友情で、急遽緒形拳さんが自分からやると言ってくれました」と話している。脚本の高田宏治も「仲代さんはスケジュールの都合で出演不可能になった。緒形拳さんは『女衒の役、面白い』と二つ返事で快く出演してくれた」などと述べている。佐藤正之から「仲代があんまりヤクザばっかりやるのはどうか」と断られたと書かれた文献もある。
　
夏目雅子の方も突然「スケジュールの調整がつかない」と断ったとされる。夏目が断った"100年に一人の芸妓"こと、ヒロイン桃若役には、浅野ゆう子が一度はOKしたものの、急にダダをこね辞退。次いで島田陽子で決定していたが、島田も辞退した。他に『鬼龍院花子の生涯』にも出演した夏木マリらの名前が挙がったが、スケジュールが合わず。次いで秋吉久美子に交渉していたが、1983年1月、秋吉側が色々注文を付けるのでクランクイン直前に池上季実子に交代し、ようやくヒロインが決まった。これにより秋吉を準主役に回したら、「役が小さくなったのは不満」と秋吉は降板した。池上は「今年で区切りのデビュー10周年。記念になるような映画に出たかったんです。濡れ場ですか？必要なら脱ぐべきです。この作品は、芸者の裏と表を描くものですから、当然です」とキッパリ話した。五社は「結局は全員、裸になってもらいます」と女優陣をビビらせた。
用心棒役の荒勢は、五社監督が大相撲現役時代から荒勢のファンで、キャラクターに注目していたという理由での抜擢。荒勢は以降役者づいた。

#### 撮影
1983年1月20日、本読み。1983年3月1日クランクイン。ロケ地として京都府八幡市の淀川沿いの橋本遊郭跡が随所に面影を残しており、一部撮影が行われた。『鬼龍院花子の生涯』『櫂』も同所で一部撮影が行われている。
池上は「1日に1シーンとか2シーンの撮影のペースで、とても良い撮影だった」と話している。また「ああいう芸妓の世界の雰囲気は、いくら着物を着ても、出せる人と出せない人っているから。それがやっぱり怖かったけど。小さい頃から、これは環境なんでしょうけど、そういう人たちが、家によく出入りしていたから、何か自分の感覚の中で覚えてるものがあったと思う」と話している。

#### 女の対決
珠子（浅野温子）と桃若（池上季実子）が洗面所で水浸しになりながら取っ組み合う、15分に及ぶ長回しの喧嘩シーンが見所の一つである。この撮影は1983年4月19日に行われた。池上は「あれは本気でやってます。一応段取りは決めましたけど、ワンカット長回しでしょ。その段階では水に濡れてないわけだし、どのくらい着物が重くなって、どれくらい滑って。どれくらい髪がくずれるかなんて、全く計算できないもの。スタッフだって私たちが、どう引っくり返るか分からないし、カメラ移動もどういう風になるか分かんない。温子が私の腹を蹴飛ばした時も、モロに入ってますから。あれは芝居じゃないですね」などと話している。
また、陽暉楼の主人・山岡源八（北村和夫）と丸子（佳那晃子）が温泉旅行に出かけたところに、陽暉楼の女将・お袖（倍賞美津子）が乗り込み、湯の中でつかみ合いの喧嘩になるシーンもある。

#### 美術
重要な舞台となる陽暉楼の参考写真や俯瞰図を見て、その宏大豪壮な様子に関係スタッフは言葉を失った。外景を再現するには現存する建造物を探し出すか、オープンセットを建設するかのどちらかしかないが、重々しい風格がいかにも物語の内容に係わり合っていることから、ロケでは不可能と判断された。このため、セット費用の大半を陽暉楼のオープンセット建設に注ぎ込み、東映京都最大370坪のNo.11のスタジオに陽暉楼本店の巨大な内部のセットが組まれた。セットを見た池上が、思わず「ウワーッ」と声を上げるほど凄いセットだったという。この屋内の配光照明がとんでもなく難しく撮影に難航した。京都撮影所以外にも琵琶湖畔にもオープンセットが建設された。また陽暉楼の何軒もの屋根組みの重なりを全て作るわけにはいかないため、絵合成の力を頼り、その道の第一人者・渡辺善夫に頼んだ。大阪のシーンの通天閣なども合成絵となる。

### 宣伝
2024年の今日では有り得ない艶っぽい宣伝キャンペーンが行われ、1983年7月26日に新橋ヤクルトホールで花街の芸者、板前らを一同に集め"花街試写会"が、8月3日は丸の内東映で岡田社長自らが陣頭に立って完成披露試写会が、8月22日は"海の陽暉楼 納涼の宴"と銘打ち、ゴージャスな一夜の芸者遊び、東京湾一周舟遊びが開催された。五社英雄監督他、池上季実子ら、若手女優が大半参加し、高知芸者、太鼓持ちらも参加した。一般客を招待したかは不明。

### 逸話
1981年、フジテレビ大改革の象徴的な位置付けとして新設されたのが、毎週二時間の新作時代劇を放送するという前代未聞のプロジェクト「時代劇スペシャル」であった。しかし『鬼龍院花子の生涯』で芸能界に復帰した五社が10年ぶりに手掛けたテレビ時代劇『丹下左膳 剣風!百万両の壺』（1982年10月22日放送）の後は、視聴率が低下した。1983年、起死回生の賭けとして企画されたのが五社の代表作『三匹の侍』の13年ぶりのリメイクだった。フジのディレクター・岡田太郎と佐藤正之が中心となって準備し、大野靖子の脚本も完成。キャスティングが終わり、平幹二朗、加藤剛、長門勇、丹波哲郎のオリジナルキャストの特別出演も決定し、長門は槍の稽古に入り、みんな乗り気になっていた。そこへ東映の岡田茂社長から五社に「『陽暉楼』を撮ってくれ」との要請がきた。五社は芸能界に復帰させてくれた岡田社長に強い恩義を感じており、また宮尾登美子作品に挑戦してみたいという欲求もあり、『三匹の侍』のリメイクは断った。さらに五社の盟友・佐藤正之も一緒に東映へ行った。大野靖子ら関係者は激怒し、五社は勿論、大野や岡田太郎、能村庸一プロデューサーらに侘びを入れたが、それは修羅場だったといわれる。結局「時代劇スペシャル」は3年で終了し、五社のテレビ界復帰も閉ざされた。
この後、本格的に映画監督として巨匠の階段を昇っていく五社にとっても、人生を賭けたターニングポイントとなったのが本作であった。五社は「これから一匹狼として映画界を生き抜いていく」と決意し本作の撮影前に全身刺青を彫った。

### 興行成績
- 8.5億円のヒット。番組入れ替え効果で東映は5年ぶりに9月興行で黒字を出した[6]。

### 受賞歴
- 第7回日本アカデミー賞
  - 最優秀監督賞：五社英雄
  - 最優秀脚本賞：高田宏治
  - 最優秀主演男優賞：緒形拳（『楢山節考』『魚影の群れ』と合わせて）
  - 最優秀助演男優賞：風間杜夫（『人生劇場』と合わせて）
  - 最優秀助演女優賞：浅野温子（『汚れた英雄』と合わせて）
  - 最優秀音楽賞：佐藤勝（『海嶺』『せんせい』と合わせて）
  - 最優秀撮影賞：森田富士郎（『伊賀忍法帖』と合わせて）
  - 最優秀照明賞：増田悦章（『伊賀忍法帖』と合わせて）
  - 最優秀美術賞：西岡善信、山下謙爾
- 第8回報知映画賞
  - 助演女優賞 倍賞美津子（『陽暉楼』ほか）
- 第26回ブルーリボン賞
  - 主演男優賞 緒形拳（『楢山節考』『魚影の群れ』『OKINAWAN BOYS オキナワの少年』と合わせて）
- 第38回毎日映画コンクール
  - 男優主演賞 緒形拳（『楢山節考』『魚影の群れ』と合わせて）

### 文献
- 『年鑑代表シナリオ集』1983年版、ダヴィッド社

### 映像ソフト化
- （日本語）『陽暉楼』（VHS）東映ビデオ、1997年4月21日、該当時間: 144分。ASIN B00005GON9。
- （日本語）『陽暉楼』（DVD）東映ビデオ、2002年8月9日、該当時間: 144分。ASIN B0000687X5。